# Macunaga Sigetacu
Macunaga Sigetacu (Sizuoka, 1962. augusztus 12. –) japán válogatott labdarúgó.
A japán válogatott tagjaként részt vett az 1992-es Ázsia-kupán.

## Statisztika
| Japán válogatott | Japán válogatott | Japán válogatott |
| Időszak          | Mérk.            | gól              |
| ---------------- | ---------------- | ---------------- |
| 1988             | 1                | 0                |
| 1989             | 9                | 0                |
| 1990             | 0                | 0                |
| 1991             | 1                | 0                |
| 1992             | 9                | 0                |
| 1993             | 14               | 0                |
| 1994             | 0                | 0                |
| 1995             | 6                | 0                |
| Összesen         | 40               | 0                |